# Sinagoga caraita di Vilnius

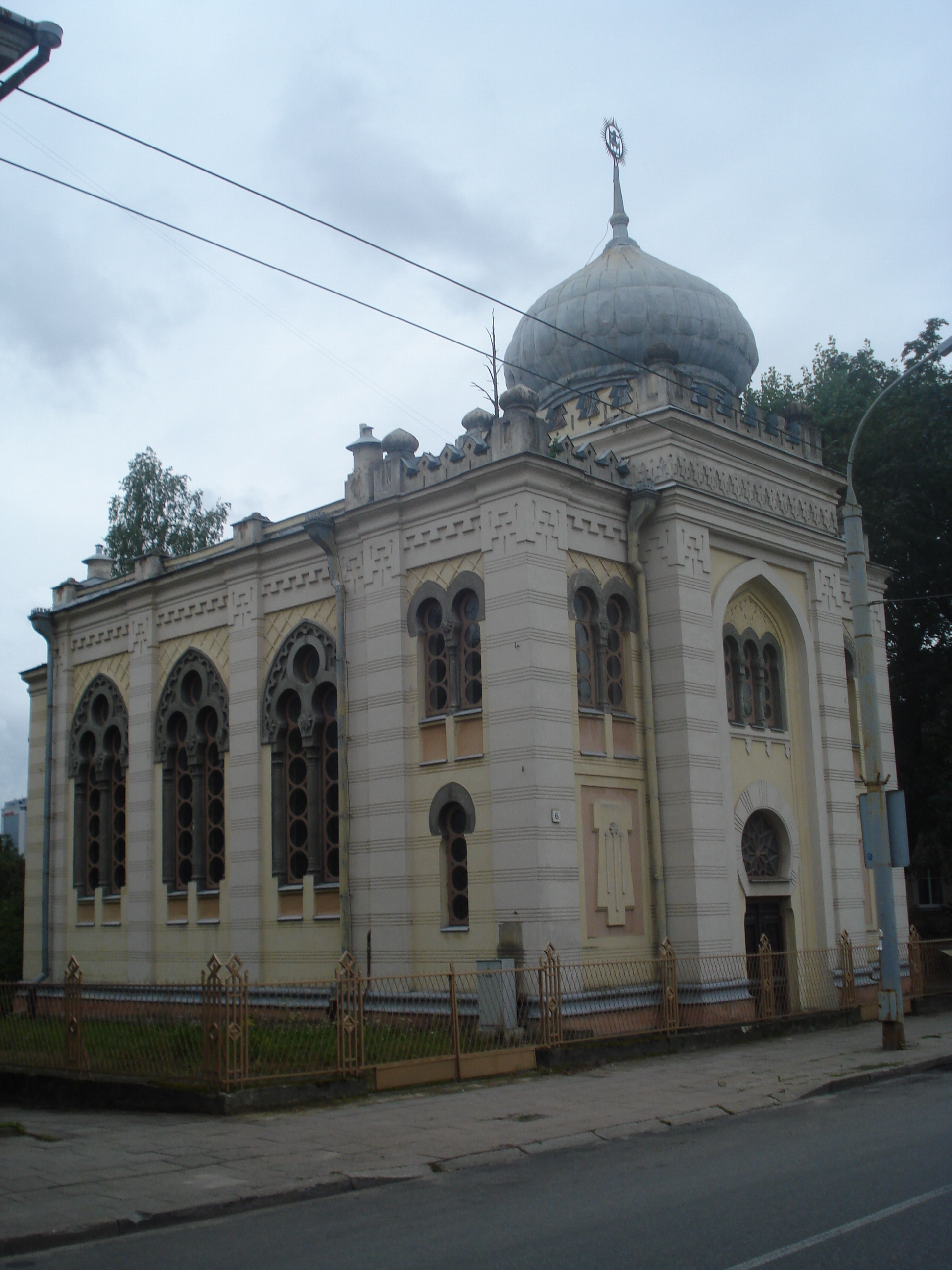
Visione laterale della sinagoga

La sinagoga caraita di Vilnius, costruita tra il 1911 e il 1923 in stile neomoresco, è una delle due sinagoghe caraite della Lituania.

## Storia
La costruzione della  sinagoga caraita di Vilnius fu avviata con la posa della prima pietra il 30 ottobre 1911, su progetto dell'architetto Michael Prozorov. In due anni furono completate le mura e il tetto, ma con la scoppio della prima guerra mondiale i lavori furono interrotti. La costruzione riprese nel 1921 e il 9 settembre 1923 la sinagoga fu consacrata.
Prozorov ideò un edificio neomoresco, secondo una moda allora diffusa nella costruzione delle sinagoghe del tempo, con una facciata tripartita con ricchi elementi decorativi, sormontata da una cupola. Lo stile e le dimensioni sono molto simili a quelle della sinagoga caraita di Kiev, consacrata nel 1902.
Rimasta intatta durante la seconda guerra mondiale, la sinagoga fu chiusa dalle autorità sovietiche nel 1949 e adibita a magazzino.
Nel 1989 è stata restituita alla proprietà della comunità caraita. Nel 1993, completati i necessari lavori di restauro, la sinagoga è stata riconsacrata al servizio della piccola comunità di circa 150 persone che oggi vivono a Vilnius.

## Galleria d'immagini

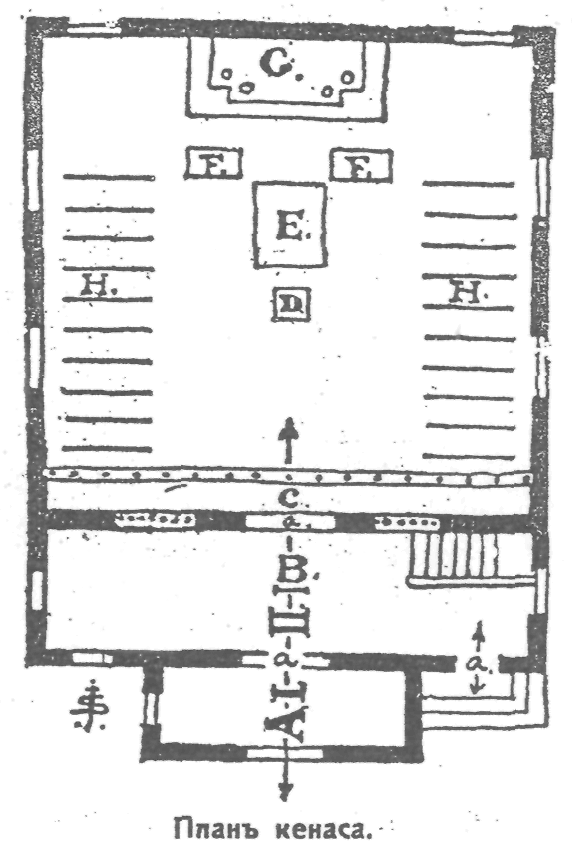
Il piano di costruzione
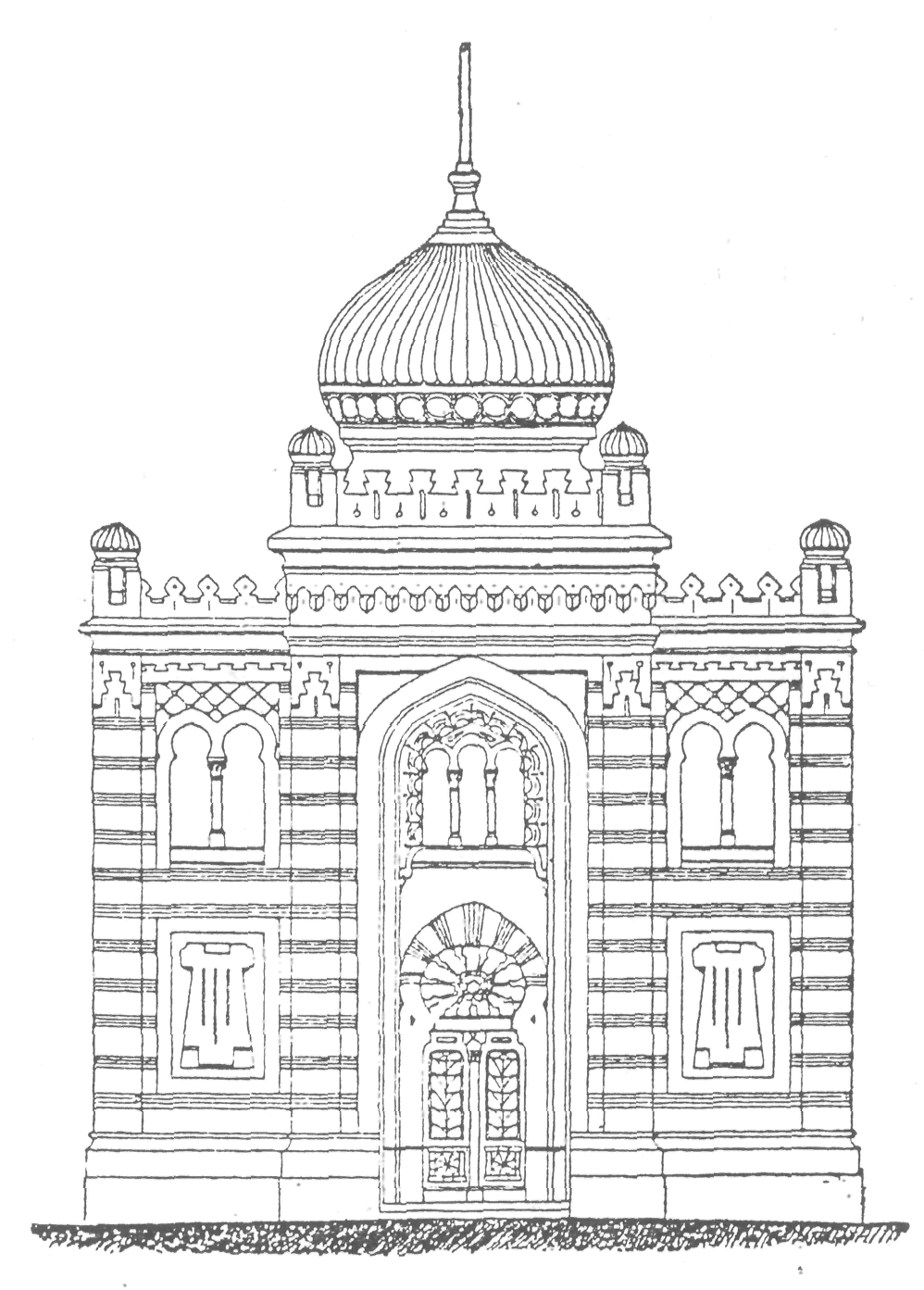
Il disegno della facciata
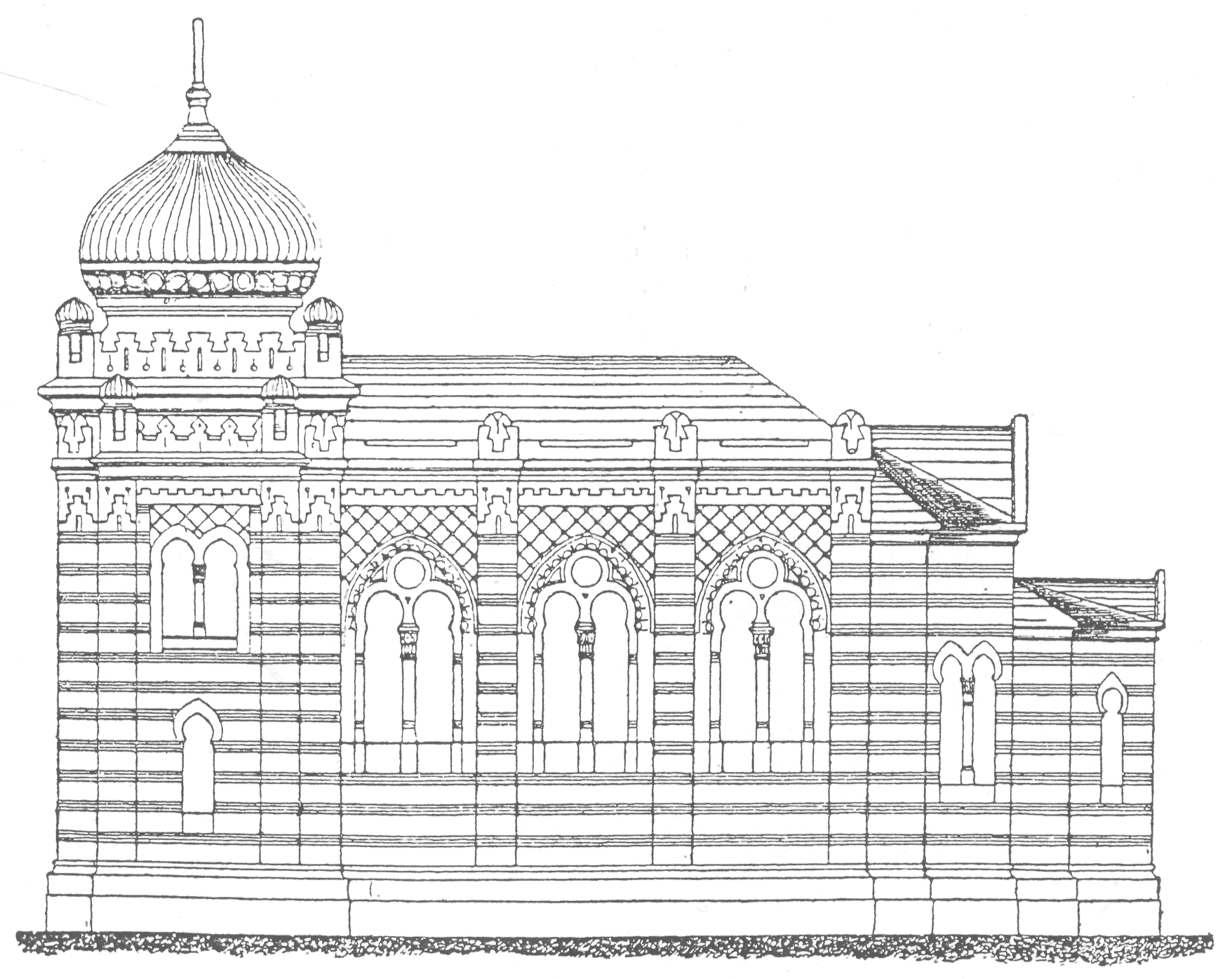
Il disegno della fiancata